# BL Bootis
BL Bootis (förkortad till BL Boo) är en pulserande stjärna i södra delen av stjärnbilden Björnvaktaren. Den är prototyp för en klass av anomala cepheider som befinner sig i HR-diagrammet mellan typ I klassiska Cepheider och typ II Cepheider. Den varierar mellan skenbar magnitud 14,45 och 15,10 med en period av 0,82 dygn. Den är belägen 4 bågminuter från mitten av, och antas ingå i, den klotformiga stjärnhopen NGC 5466.

## Historik
Ljusvariationerna hos stjärnan noterades första gången 1961 av den ryska astronomen Nikolaĭ Efimovich Kurochkin, som gav den variabelbeteckningen BL Bootis. Han antog att den var en förmörkelsevariabel. Den ansågs senare av T. I. Gryzunova (1971) vara en RR Lyrae-variabel.
Robert Zinn bekräftade att BL Bootis ingår i NGC 5466 och fann att den var för blå för att vara en RR Lyrae-variabel. Han gav den namnet V19 i stjärnhopen. Han beräknade dess massa till att vara ca 1,56 solmassor, dess luminositet till ca 278 gånger solens och dess absoluta magnitud till -1,27.

## Egenskaper
BL Bootis har valts till prototyp för en sällsynt klass av variabla stjärnor känd som en anomal cepheid eller BL Bootis-variabel. Dessa stjärnor liknar cepheidvariabler, men har inte samma samband mellan deras period och ljusstyrka. Deras perioder liknar ab-undertypen av RR Lyrae-variabler, men är emellertid mycket ljusare än dessa stjärnor. Anomala Cepheider är metallfattiga och har massa som inte är mycket större än solens med i genomsnitt 1,5 solmassor. Ursprunget för dessa stjärnor är osäkert, men tros möjligen komma från sammanslagningen av två stjärnor.
Detaljerad undersökning av BL Bootis spektrum med Keck-1-teleskopet vid WM Keck-observatoriet visade att dess effektiva (yt)temperatur är ca 6 450 K vid lägsta magnitud. Observationer visade också att den kemiska sammansättningen överensstämmer med åldrande metallfattiga (Population II)-stjärnor och därmed ifrågasatte ursprunget till följd av stjärnsammanslagning. Radialhastigheten är därtill långsammare än man kan förvänta sig om stjärnan tillkommit genom en sammanslagning.